# Teth
是许多闪米特字母表中的第九个字母，包括腓尼基字母、亚兰字母、希伯来字母‎（Tet）、叙利亚字母ܛ以及阿拉伯字母ط（现代为第16个阿拉伯字母）。
该字母的发音为/tˤ/，这是闪米特语言中的强辅音（emphatic consonant）。
Teth还发展为了希腊字母Θ与西里尔字母Ѳ。